# Alexandromys maximowiczii
Alexandromys maximowiczii is een zoogdier uit de familie van de Cricetidae. De wetenschappelijke naam van de soort werd voor het eerst geldig gepubliceerd door Schrenk in 1859.